# Víctor y Diego
Víctor y Diego es un dúo musical español, activo desde la década de los 1970, si bien no han realizado nuevos trabajos desde su última aparición en directo en el 2004, presentando su disco "Claroscuro".

## Trayectoria
Originarios de la ciudad de Madrid, sus integrantes Víctor Manuel Martín y Jesús de Diego eran viejos amigos desde su época de colegiales. En 1974, con la Compañía EMI y producción de Ramón Arcusa, consiguen grabar su primer LP, que lleva por título Semblanzas, de estilo melódico con toques pop. El álbum contenía algunos de los que fueron mayores éxitos del grupo como  Historia de un historiador, El afilador o La mujer de cristal, aunque algunos de sus éxitos no incluidos en el LP, serían lanzados en formato sencillo, así "El parque", "Tiempo de amor", "Flor de barrio" 
Su segundo LP se edita el año siguiente; y se tituló A vosotros.
Por aquellos años, Forges realizó sus películas "El bengador Gusticiero y su pastelera madre" y "País, S.A.", para las cuales el dúo aportó sus voces y la composición de la Banda sonora original de cada una.
Crearon también temas para Rosa León ("Carta para mi padre") y Marisol (Pepa Flores) ("Mañana marcharé").
Tras publicar en 1977 el recopilatorio Sus mejores canciones, en 1979 sale a la luz Víctor y Diego.
Iniciada la década de 1980, el dúo entra en una etapa de inactividad, tiempos de cambios musicales en la escena, representados por el movimiento de la Movida madrileña. En 1986 publicaron un nuevo disco llamado Colorín Colorao.
Tras esta etapa ambos se dedicaron en solitario a seguir realizando diversas labores artísticas.
En 2003 se volvieron a reunir para grabar "Claroscuro", realizando todo el proceso de grabación y producción y volviendo a los escenarios para presentarlo en directo.

## Discografía
Álbumes de estudio
- 1974: Semblanzas
- 1975: A Vosotros
- 1979: Víctor y Diego
- 1986: Colorín, Colorao
- 2003: Claroscuro